# Список музеїв Сан-Марино

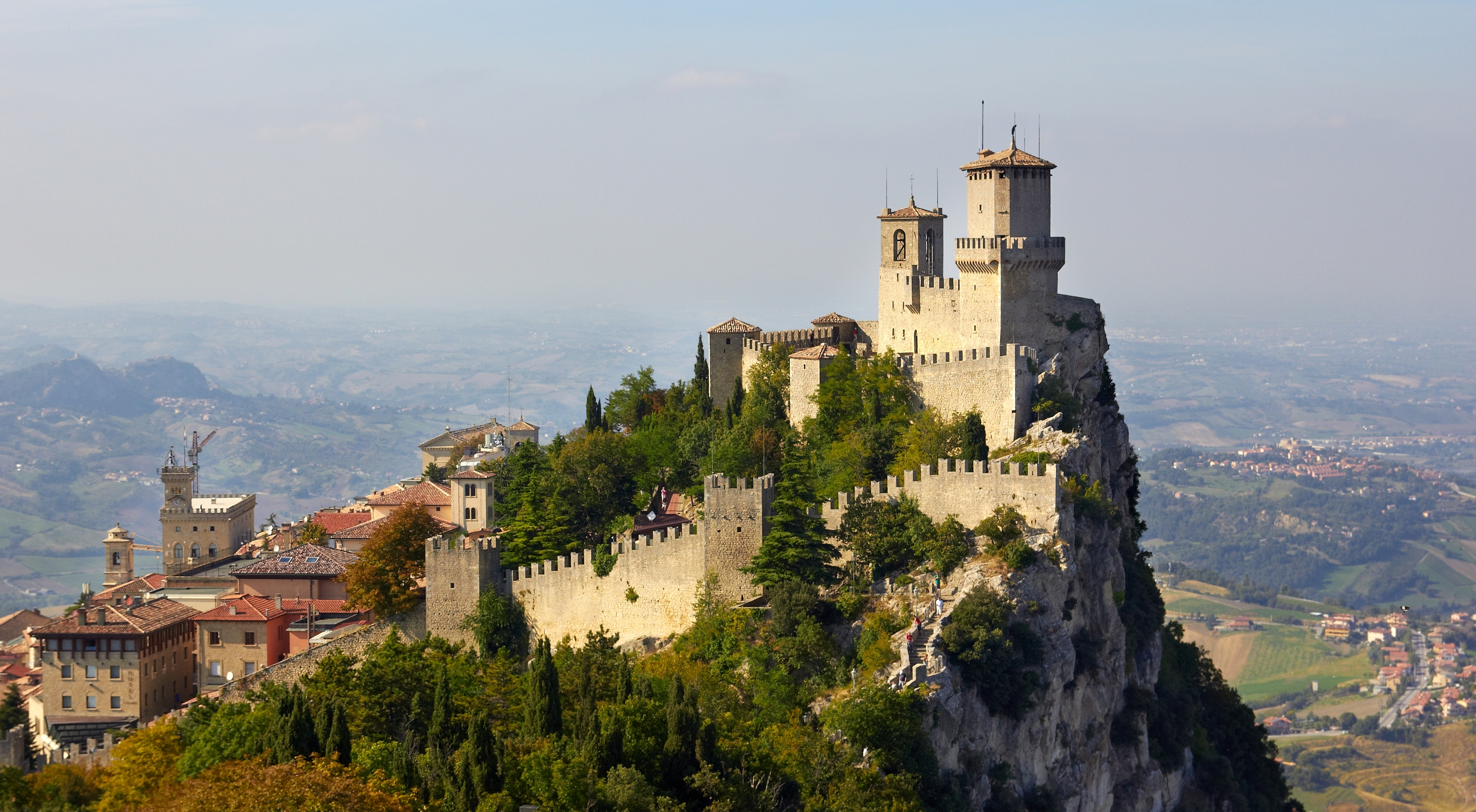
Прима-Торре

На цій сторінці представлено список музеїв Сан-Марино.

## Список
| Назва                                     | Вебсайт |
| ----------------------------------------- | ------- |
| Державний музей Сан-Марино                | [ 1 ]   |
| Музей Сан-Франческо                       | [ 2 ]   |
| Публічний палац Сан-Марино                | [ 3 ]   |
| Прима-Торре                               | [ 4 ]   |
| Секонда-Торре                             | [ 5 ]   |
| Саммарінський музей стародавньої зброї    | [ 5 ]   |
| Галерея сучасного мистецтва та сучасності | [ 6 ]   |